# Юрьевский детинец
Юрьевский детинец — детинец древнерусского Юрьева (нынешнего Тарту), основанного на землях эстов великим князем киевским Ярославом Мудрым в 1030 году. Город был назван по христианскому имени князя — Юрий (Георгий). Детинец был заложен на холме, известном в наше время как Домская горка. Ранее на этом месте находилось поселение Тарбату, которое было сожжено. Вал был досыпан, а на нём были обновлены деревянные стены. Культурный слой содержит многочисленные обломки древнерусской гончарной керамики, шиферные пряслица, наконечники стрел, бронзовые браслеты, костяные гребни, замки и ключи. В 1060 году местные племена восстали и сожгли укрепления Юрьева, но те были вскоре восстановлены. Ещё одно разорение город пережил в 1138 году, но вновь восстановился и считался самым значительным русским поселением в Чудской земле. Помимо собственно детинца существовала ещё одна русская часть города. В 1212 году город был захвачен немецкими рыцарями Ордена меченосцев. В 1223 году эсты подняли против них общее восстание, захватили город и пригласили для последующей защиты русскую дружину из Новгорода. Князь Ярослав Всеволодович прислал 200 дружинников во главе с князем Вячко (Вячеславом Борисовичем). В 1224 году после длительной осады Юрьев был взят меченосцами, уничтожившими всех защитников города.